# Dorando Pietri
Pour les articles homonymes, voir Pietri.
Dorando Pietri, né le 16 octobre 1885 à Correggio et mort le 7 février 1942 à Sanremo, est un athlète italien. Il est devenu célèbre lors de l'épilogue du marathon des Jeux olympiques d'été de 1908 à Londres, épreuve qu'il a terminée en première position avant d'être disqualifié à cause des aides qu'il a reçues lors des derniers hectomètres.

## Biographie
Le 24 juillet 1908, se dispute la finale du marathon des Jeux olympiques de Londres. À six kilomètres de l'arrivée, le Sud-Africain Charles Hefferon cède. Dorando Pietri entre, alors, seul en tête, dans le stade. Mais, épuisé, en raison de l'effort fourni combiné à la chaleur et à l'absorption de strychnine pour se doper, il se trompe de sens plusieurs fois et s'écroule à cinq reprises. Des officiels au bord de la piste viennent le relever, le directeur de course l'aidant même à franchir la ligne d'arrivée en le soutenant par l'épaule. Le coureur parvient malgré tout à terminer la course en premier. Mais les Américains posent réclamation et il est disqualifié en raison de l'aide qui lui a été apportée. John Hayes est ainsi déclaré vainqueur. Cependant, la reine Alexandra exige sa présence lors de la cérémonie protocolaire et elle lui remet une coupe en argent. Dorando Pietri effectue même un tour d'honneur. Il rentre en Italie, fortune faite, mais il est ensuite ruiné par un parent indélicat. Son identité lui est même volée puisqu'un usurpateur bénéfice d'obsèques grandioses en son nom.
Si sir Arthur Conan Doyle était bien présent lors du marathon de 1908 en tant que journaliste, il a été erronément raconté (peut-être en raison de sa ressemblance avec le médecin officiel de l'épreuve, le Dr Michael Burger) qu'il était activement intervenu pour aider Pietri alors que l'écrivain était dans les tribunes. Conan Doyle a toutefois publié un compte-rendu de la course dans le Daily Mail où il vante largement les mérites du coureur.

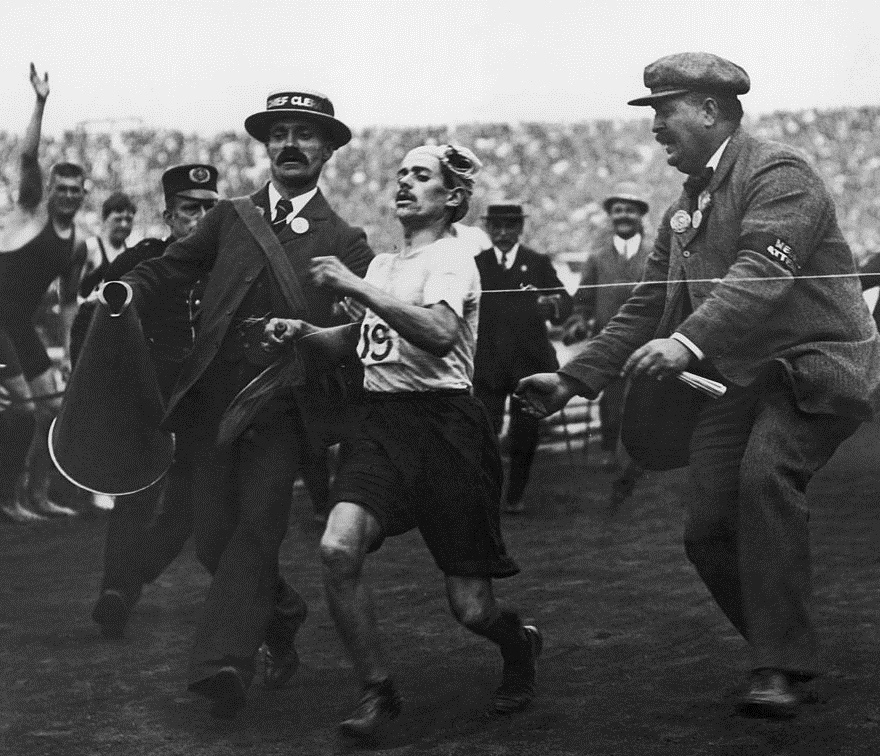
L'arrivée de Dorando Pietri au marathon des JO de Londres en 1908.
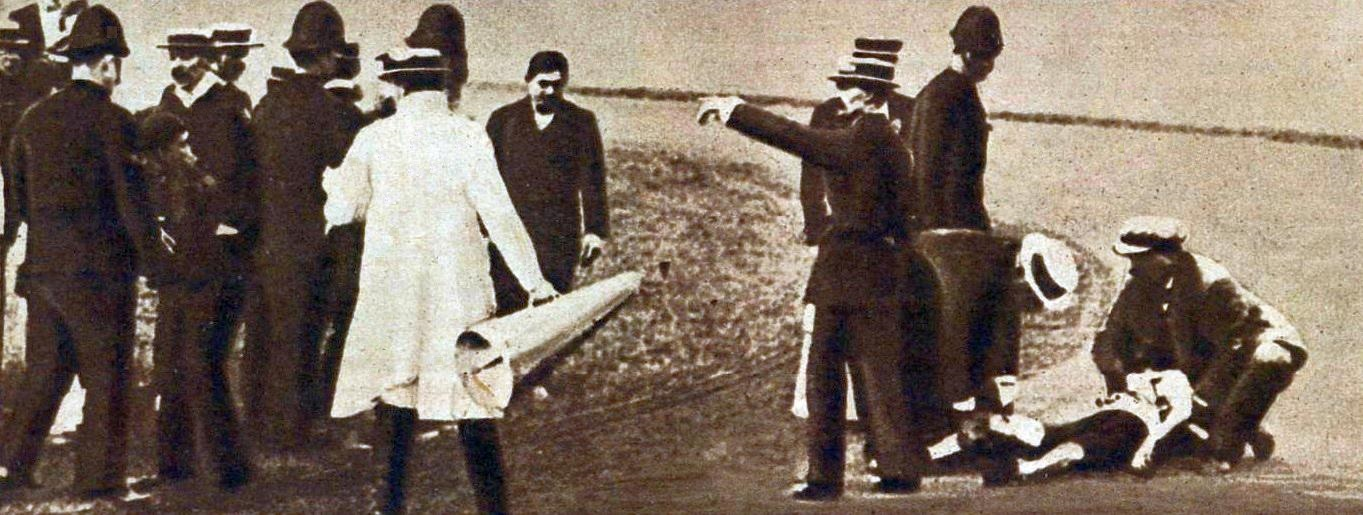
Dorando Pietri après son arrivée.
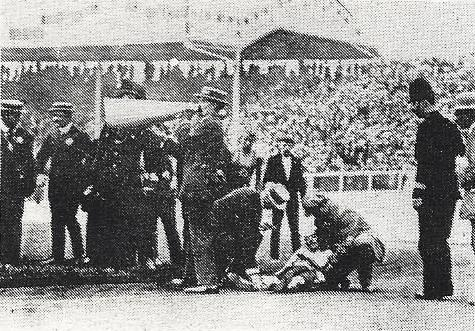
L'appel de la civière après son arrivée.

## Hommages

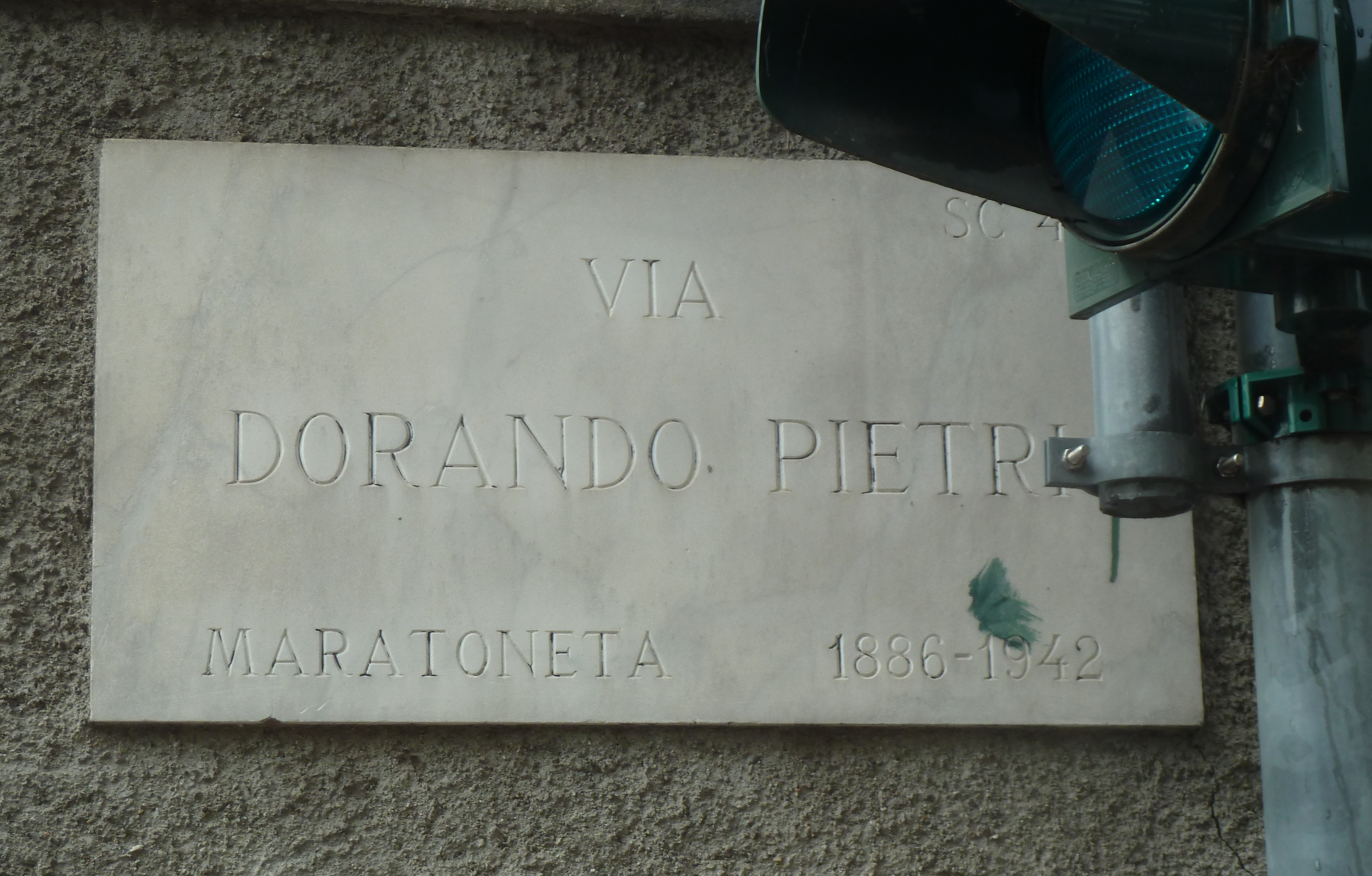
Plaque Dorando Pietri.

Le 7 mai 2015, en présence du président du Comité olympique national italien (CONI), Giovanni Malagò, a été inauguré  le Walk of Fame du sport italien dans le parc olympique du Foro Italico de Rome, le long de Viale delle Olimpiadi. 100 tuiles rapportent chronologiquement les noms des athlètes les plus représentatifs de l'histoire du sport italien. Sur chaque tuile figure le nom du sportif, le sport dans lequel il s'est distingué et le symbole du CONI. L'une de ces tuiles lui est dédiée.

## Palmarès

### Marathons
- 1906 :  or - Marathon de Rome - 2:42.01
- 1906 :  argent - Marathon de Paris - 2:42.00
- 1906 : DNF OS[Quoi ?]
- 1908 :  or - Marathon de Carpi - 2:38.00
- 1908 : disqualifié après être arrivé premier - Marathon des Jeux olympiques d'été de 1908
- 1908 : DNF - Marathon du Madison Square Garden
- 1909 :  or - Marathon de Saint-Louis - 2:44.33
- 1909 :  or - Marathon du Dexter Park Pavilion - 2:56.01
- 1909 :  or - Marathon de Floride - 2:59.30
- 1909 :  or - Marathon du Madison Square Garden - 2:48.08
- 1909 :  argent - Marathon de New York - 2:45.37
- 1909 : 6e - Marathon de New York - 2:58.19
- 1910 :  or - Marathon de San Francisco - 2:41.35
- 1910 :  or - Marathon des Centennial Games - 2:38.49